# دوزله

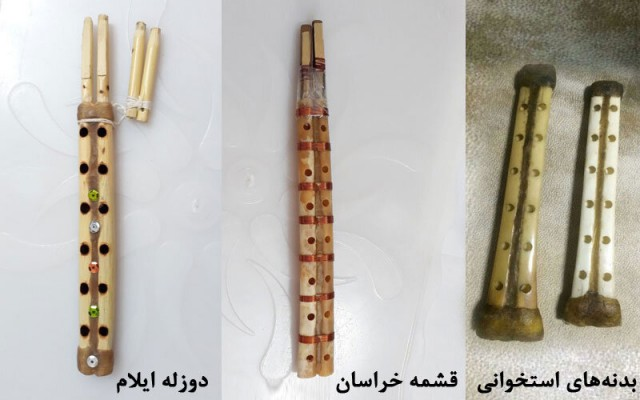

دوزله از سازهای اصیل کردی به شمار میرود که خواستگاه آن به گمان میرود کرمانشاه یا ایلام باشد است و در موسیقی کردی کاربرد فراوان دارد از شاخصترین دوزله نوازان میتوان به علیدوست فلاحتی نوازنده ایلامی دوزله‌ اشاره کرد دوزله نوازی بیشتر در استانهای غربی ایران مورد استفاده قرار میگیرد و از سازهای بادی‌ یک زبانه است.

## شکل ساز
این ساز از دو لوله مسی (یا نئی) که به موازات هم بسته و محکم شده‌اند، تشکیل شده‌است. بعضی از دوزله‌ها از جنس پر دال (نوعی پرنده شبیه به عقاب) یا استخوان قلم مرغان دیگر ساخته می‌شود. هر کدام از لوله‌ها دارای قمیشی یک زبانه و مستقل از یکدیگر هستند. در طول هر لوله شش سوراخ وجود دارد. سوراخ‌ها در طول دو لوله در کنار هم قرار می‌گیرند. انتهای پایینی لوله‌ها، باز است. دوزله در طول‌های مختلفی ساخته می‌شود که کوچکترین آن حدود ۲۲ سانتی‌متر و قطری حدود ۲ سانتی‌متر دارد.

## وسعت صدا
وسعت ساز حدود یک تا دو اکتاو است که بسته به بزرگی و کوچکی ساز در میدان صدایی متفاوتی قرار می‌گیرد.

## طرز اجرا
به وسیله سه انگشت وسطی هر دو دست که روی سوراخ‌های ساز قرار می‌گیرند، انجام می‌شود. شست‌ها ساز را از پشت می‌گیرند. نوازنده زبانه را در داخل دهان قرار داده و در آن می‌دمد.

## نام
دوزله‌سازی سازیست رایج در میان عشایر غرب ایران که آن را جفته یا جفتی می‌نامند. این ساز به نام‌های ، دونای، ،دونی، جفتی، دوآهنگ، دوزله در ایلام،سنندج،کرمانشاه، قشمه یا دوسازه در خراسان نیز معروف است.